# Bereznuwatiwka
Bereznuwatiwka (ukr. Березнуватівка) – wieś na Ukrainie, w obwodzie dniepropetrowskim, w rejonie dnieprzańskim, w hromadzie Swiatowasyliwka. W 2024 liczyła 676 mieszkańców, liczba mieszkańców systematycznie spada.